# سالنامه انجمن جهانی اسپرانتو
سالنامهٔ انجمن جهانی اسپرانتو یک سالنامه از انجمن جهانی اسپرانتو بود که حاوی اطلاعاتی دربارهٔ شبکهٔ نمایندگان، انجمن‌های برخط تخصصی، نهادهای جنبش و اطلاعات مهم دیگر بود. «کتاب راهنما» اولین بخش سالنامه است که آدرس‌ها در آن منتشر می‌شود.
در انجمن جهانی اسپرانتو حدود ۱۸۰۰ نفر از بیش از ۹۰ کشور خدمات داوطلبانه متفاوتی در انواع مختلف به گردشگران مسلط به این زبان ارائه می‌دهند: اطلاعات گردشگری، کمک در طول سفر، پاسخ به سوالات تخصصی، مشاوره در مورد مشکلات فنی و غیره.
برای صرفه جویی در هزینه، از سال ۲۰۱۹، سازمان جهانی دیگر سالنامهٔ کاغذی منتشر نمی‌کند. به گفته نمایندهٔ انجمن جهانی، مارک فتس، فضای کاربران جدید که در وبگاه سازمان جهانی معرفی می‌شود، همان اطلاعات را به شکل دائمی و راحت‌تر در اختیار اعضا قرار می‌دهد.
آخرین سالنامهٔ فیزیکی UEA انجمن جهانی اسپرانتو (ویرایش ۲۰۱۸) توسط Paweł Fischer-Kotowski بازبینی شد.